# Nolina cespitifera
Nolina cespitifera ist eine Pflanzenart der Gattung Nolina in der Familie der Spargelgewächse (Asparagaceae). Ein englischer Trivialname ist „Trelease Beargrass“.

## Beschreibung
Nolina cespitifera wächst stammlos und bildet kleine Horste von 0,5 bis 0,8 m Durchmesser. Die variablen, grasähnlichen, hellgrünen bis gelbfarbenen, konkave-konvexen Laubblätter sind 40 bis 80 cm lang und 5 bis 15 mm breit. Die Blattränder sind gezähnt.
Der in den Blättern verzweigte Blütenstand wird 0,3 bis 0,6 m lang. Die pinkfarbenen Blüten sind 2,5 bis 3,5 mm lang. Die Blühperiode liegt im April.
Die in der Reife holzigen, runden Kapselfrüchte sind 3 bis 4 mm im Durchmesser. Die braunen, kugelförmigen Samen sind 2 mm im Durchmesser.
Nolina cespitifera ist in Europa frosthart bis minus 10 °C. Sie ist in kaum bekannt.

## Verbreitung und Systematik
Nolina cespitifera ist extrem selten in Mexiko in den Bundesstaaten Coahuila und Zacatecas in Höhenlagen von 1800 bis 2000 m verbreitet. Sie wächst in Grasland, auf steinigem Boden auf flachen Hügeln und ist vergesellschaftet mit Yucca carnerosana und verschiedenen Kakteen-Arten.
Nolina cespitifera ist Mitglied der Sektion Erumpentes. Sie ist extrem selten in Mexiko in den Bundesstaaten Coahuila und Zacatecas verbreitet. Das Erscheinungsbild ähnelt Nolina micrantha, charakteristisch ist jedoch der kleine Blütenstand mit den kurzen Verzweigungen sowie den breiteren Blättern.
Die Erstbeschreibung erfolgte 1911 durch William Trelease.

## Bilder

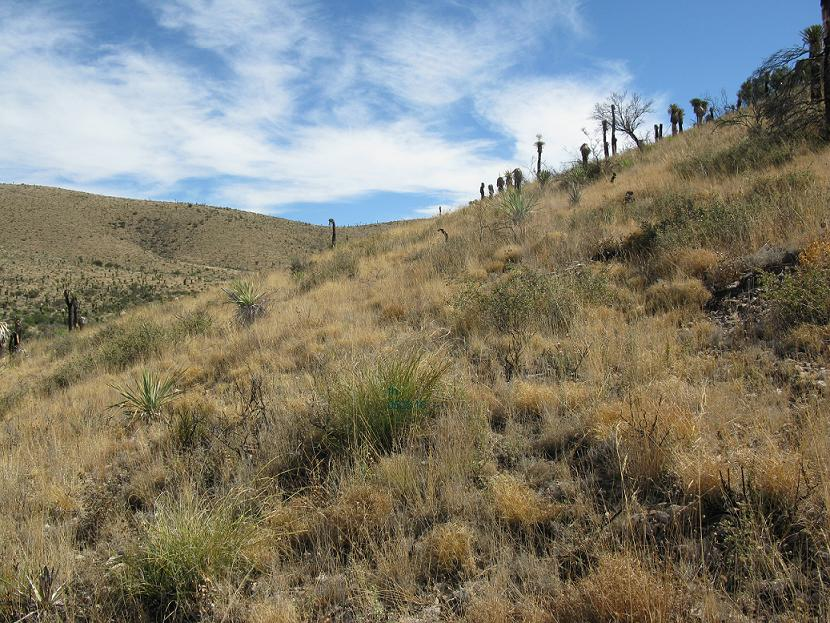
In unberührter Natur in Zentralmexiko
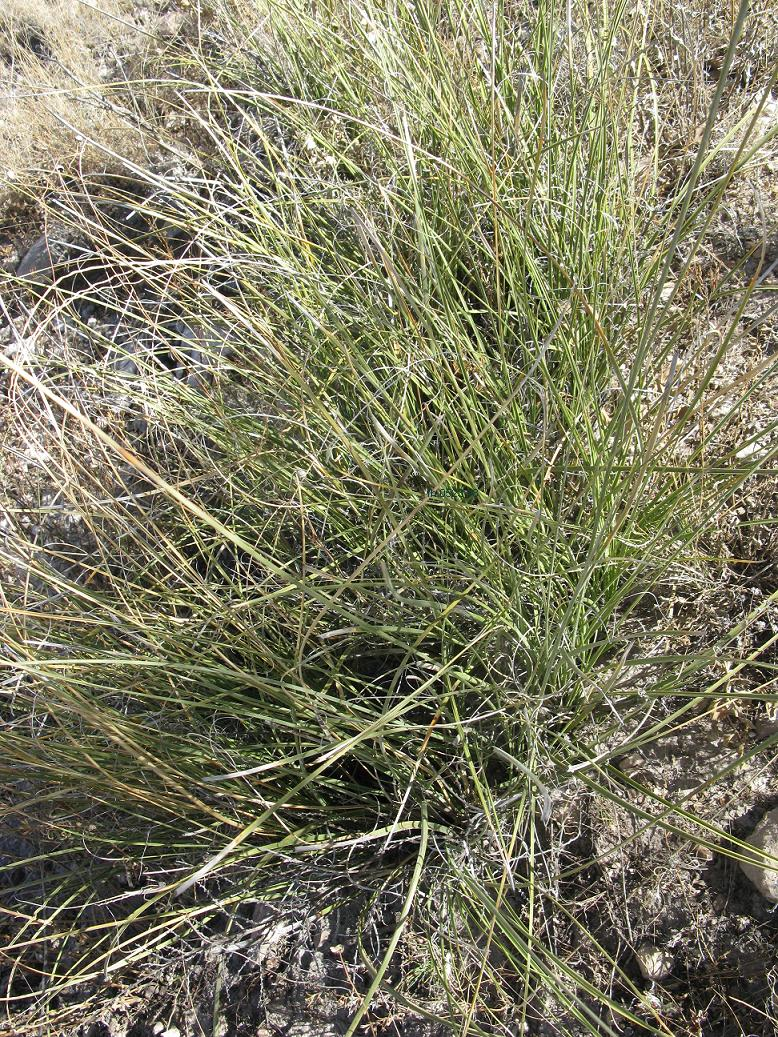
Kleine Gruppe im Frühjahr

## Nachweise